# آدورلد: مانچ ادیسه
آدورلد: مانچ ادیسه (به انگلیسی: Oddworld: Munch's Oddysee) یک بازی ویدئویی به سبک سکوبازی که توسط آدورلد اینهبیتنتز در سال ۲۰۰۱، برای کنسول اکس‌باکس منتشر شده‌است. این سومین قسمت از سری بازی‌های آدورلد، و از نظر خط داستانی دومین نسخه به‌شمار می‌رود، و همچنین سومین بازی است که توسط شرکت آدورلد اینهبیتنتز ساخته شده‌بود. این بازی ابتدا قرار بود برای کنسول پلی‌استیشن ۲ عرضه شود، اما در عوض به طور انحصاری و به عنوان بازی زمان عرضه برای کنسول اکس‌باکس منتشر شد.